# Erythroneura prosata
Erythroneura prosata är en insektsart som beskrevs av Johnson 1935. Erythroneura prosata ingår i släktet Erythroneura och familjen dvärgstritar. Inga underarter finns listade i Catalogue of Life.